# Coțofenii din Față (gmina)
Coțofenii din Față – gmina w Rumunii, w okręgu Dolj. Obejmuje miejscowości Beharca i Coțofenii din Față. W 2011 roku liczyła 1904 mieszkańców.